# Научно-исследовательский институт бетона и железобетона
Научно-исследовательский, проектно-конструкторский и технологический институт бетона и железобетона им. А. А. Гвоздева (НИИЖБ) — один из крупнейших в СССР и России специализированных институтов в области строительства.

## История
История института начинается в 1927 году, когда по инициативе Научно-технического управления ВСНХ СССР был сформирован Государственный институт сооружений (ГИС), позднее переименованный во Всесоюзный государственный научно-экспериментальный институт гражданских, промышленных и инженерных сооружений (ВИС) Союзстроя ВСНХ СССР. После образования института должность заместителя директора по научной работе занял видный исследователь железобетонных конструкций А. Ф. Лолейт. В 1932 году Постановлением Правительства СССР ВИС был преобразован в Центральный институт промышленных сооружений (ЦНИПС) и передан в ведение Наркомата строительства СССР.
В 1939 году началось строительство нового научно-исследовательского комплекса на окраине Москвы в деревне Вязовка в Вешняках (ныне Рязанский проспект). В 1954 году ЦНИПС был расчленён на несколько специализированных институтов, одним из которых стал Научно-исследовательский, проектно-конструкторский и технологический институт бетона и железобетона (НИИЖБ). В 2007 году институту НИИЖБ присвоено имя Алексея Алексеевича Гвоздева.
Директорами НИИЖБ в разное время были Б. Г. Скрамтаев, К. Н. Карташев, В. В. Макаричев, К. В. Михайлов, Р. Л. Серых, А. И. Звездов, А. С. Семченков, В. В. Ремнёв, И. И. Карпухин, А. Н. Давидюк. С января 2020 года Институт возглавляет к.т. н. Д. В. Кузеванов.
НИИЖБ является соучредителем журнала «Бетон и железобетон».
В настоящее время НИИЖБ является структурным подразделением АО НИЦ «Строительство».

## Научные исследования и разработки

### 1940—1960 годы
- Метод расчёта железобетонных конструкций по предельным состояниям.
- Основы теории твердения бетонов при тепловой обработке с использованием различных теплоносителей и методов ускорения твердения бетонов на заводах сборного железобетона.
- Модификаторы на основе кремнийорганических соединений, повышающих морозо- и коррозионную стойкость бетона, успешно применённых при строительстве Зейской ГЭС, Большого Чуйского канала в Киргизии.

### 1970—1990 годы
- Суперпластификаторы для разжижения бетонных смесей (совместно с Минхимпромом).
- Комплексные модификаторы полифункционального действия, обеспечивающие получение бетонов для эксплуатации в агрессивных средах.
- Модификаторы многоцелевого назначения на основе микрокремнезема.
- Модификаторы нового поколения на органоминеральной основе МБ-01, позволяющие получать высокопрочные бетоны с высокими эксплуатационными свойствами для применения в уникальных объектах и в высотном строительстве.
- Технологии термообработки бетона в южных районах страны с помощью солнечной энергии без промежуточных теплоносителей (гелиотехнология).
- Метод термообработки бетона греющим проводом, который в современном монолитном строительстве стал одним из основных методов интенсификации твердения бетона.
- Технологии и оборудование для очистки камня, бетона и металла от различных загрязнений (коррозии, битума, полимеров и др.).
- Безригельный каркас, в котором напрягаемая в построечных условиях арматура объединяет элементы здания в единую конструктивную систему.
- Расширяющиеся и напрягающие цементы.
- Энергосберегающая технология получения неавтоклавного ячеистого бетона с физико-техническими свойствами, не уступающими лучшим зарубежным аналогам по прочности, огнестойкости и долговечности.
- Теория расчёта сложных железобетонных конструкций методом гладко сопряжённых элементов на основе точных частных решений.
- Высокомеханизированные технологические линии для производства железобетонных и предварительно напряжённых конструкций.

### 2000-е годы
- Технология переработки зол и шлаков для производства различных бетонов.
- Разработка бетонов с ускоренными режимами набора прочности.
- Совершенствование технологии укладки бетона за счёт самоуплотнения бетонной смеси.
- Расширение применения высокопрочной стальной и фибровой арматуры.
- Разработка новых эффективных конструктивных систем зданий и сооружений.
- Рекомендации по переводу заводов сборных железобетонных конструкций и крупнопанельного домостроения на гибкие технологии.
- Исследование, расчёт, конструирование, усовершенствование железобетонных конструкций и конструктивных систем зданий и сооружений и мониторинг в процессе их возведения и эксплуатации.

### Другие достижения
- Методы исследований, позволяющие оценивать коррозионную стойкость исходных материалов, бетона, сопротивление различных арматурных сталей коррозионным воздействиям, осуществлять прогноз их долговечности в конкретных условиях эксплуатации.
- Стандарты на неразрушающие методы контроля качества.
- Статистические методы контроля прочности бетона и соответствующие стандарты.
- Конструктивные решения тонкостенных пространственных конструкций из железобетона, сталежелезобетона, фибробетона и его разновидностей при строительстве различных объектов, в том числе уникальных.
- Стержневая арматура классов А300 (1949 г.), А400 (1956 г.), А600 и А800 (1970 г.).
- Промышленное производство термомеханически упрочненной арматурной стали классов Ат800 и Ат1000 (1967 г.).
- Разработка и исследование новых эффективных вяжущих, модификаторов, бетонов, арматуры, арматурных изделий, методов их защиты от коррозии и технологий изготовления.
- Разработка строительных норм и правил, государственных стандартов, а также нормативно-инструктивных и рекомендательных документов в области строительства.